# Kill Uncle
Kill Uncle è il secondo album in studio del cantante inglese Morrissey.
Pubblicato il 4 marzo del 1991 dalla HMV Records in Inghilterra e dalla EMI in Italia, il disco raggiunse la posizione numero 8 della Official Albums Chart.

## Realizzazione
"Ammetto apertamente che alcune delle mie canzoni da solista sono scadenti. E quando realizzai ciò, nel periodo dell'album Kill Uncle, fu un grande shock per me pensare di aver effettivamente realizzato alcuni dischi che davvero non sono eccezionali. E anche se le cose sono poi cambiate, in realtà quello fu un momento per me molto brutto." (Morrissey intervistato da Raygun, 1994)
Scritto in collaborazione con il chitarrista dei Fairground Attraction, Mark E. Nevine e prodotto da Clive Langer e Alan Winstanley, l'album venne registrato presso gli Hook End Manor Studios nel Berkshire (Inghilterra), verso la fine del 1990.
Il disco si apre con Our Frank, traccia già pubblicata come singolo promozionale nel febbraio del 1991, il cui testo descrive una storia di introspezione fino all'autodistruzione e di un irrefrenabile desiderio di pace e di oblìo che, quasi a chiudere un cerchio, si subblima nel brano di chiusura del disco, There's a Place in Hell for Me and My Friends, due minuti di pianoforte semplice e toccante che rispecchia l'anelito esistenziale dell'album.

## Copertina e titolo
La foto di Morrissey in copertina è stata realizzata da Gino Sprio, nel Berkshire. Sul vinile è incisa la frase: NOTHING TO DECLARE EXCEPT MY JEANS.
L'ispirazione per il titolo venne tratta da Let's Kill Uncle, film del 1966 diretto dal William Castle e tratto da un romanzo di Rohan O'Grady, che racconta di un dodicenne intrappolato in un'isola da suo zio, dopo aver ottenuto una congrua eredità, che lo vuole uccidere per impossessarsene.

## Tracce
1. Our Frank – 3:25
2. Asian Rut – 3:22
3. Sing Your Life – 3:27
4. Mute Witness – 3:32
5. King Leer – 2:55
6. Found Found Found – 1:59
7. Driving Your Girlfriend Home – 3:23
8. The Harsh Truth of the Camera Eye – 5:34
9. (I'm) The End of the Family Line – 3:30
10. There's a Place in Hell for Me and My Friends – 1:52
11. Tony the Pony* – 4:11

(*) presente solo nella versione americana

## Formazione
- Morrissey – voce
- Mark E. Nevin – chitarra
- Mark Bedford – basso
- Andrew Paresi - batteria
- Seamus Beaghen – tastiere
- Steven Heart – tastiere
- Nawazish Ali Khan – violino
- Linder Sterling – voce